# Polygala rosea
Polygala rosea är en jungfrulinsväxtart som beskrevs av René Louiche Desfontaines. Polygala rosea ingår i släktet jungfrulinssläktet, och familjen jungfrulinsväxter. Inga underarter finns listade i Catalogue of Life.